# Henry Spencer Ashbee
Henry Spencer Ashbee (21 de abril de 1834 - 29 de julio de 1900) fue un bibliófilo y escritor. Personaje destacado especialmente por haber llegado a poseer una de las más extensas colecciones en sus focos de interés como bibliófilo: Cervantes y literatura erótica. Publicó una bibliografía de literatura erótica en tres volúmenes bajo el pseudónimo de Pisanus Fraxi.

## Vida
Ashbee nació en Southwark (Londres), casándose en Hamburgo ( Alemania) en 1862. Puede decirse que llevó una doble vida. Públicamente era un burgués adinerado perfecto cumplidor de la estricta moral victoriana; pero en secreto llegó a coleccionar la que se ha considerado mayor biblioteca erótica de la época.
A su condición de hombre de negocios de éxito, propietario de empresas con sede en Londres y París, unió la condición de viajero incansable. Recorrió Europa, Japón, EE. UU. y visitó España en varias ocasiones adquiriendo diversas ediciones de libros de Cervantes. Por su condición de hispanista especializado en Cervantes, la Real Academia Española lo nombró en 1896 Miembro Correspondiente.
Entre sus amigos se encontraban Richard Francis Burton, Richard Monckton Milnes (también poseedor de una gran colección de libros eróticos), Algernon Swinburne, y otros, todos ellos contrarios al puritanismo victoriano de la época. 
Fue padre del diseñador Charles Robert Ashbee.
Ashbee legó su colección al Museo Británico con la condición de que los ejemplares eróticos fuesen aceptados junto con los ejemplares convencionales. Los administradores del museo, interesados por el material relacionado con Cervantes, aceptaron el legado; pero usando un subterfugio destruyeron gran parte del material erótico.

## Obras
Bajo el seudónimo de “Pisanus Fraxi” escribió tres extensas bibliografías eróticas: Index Librorum Prohibitorum (Índice de libros dignos de ser prohibidos) 1877; Centuria Librorum Asconditorum (Cien libros dignos de ser escondidos), 1879; Catena Librorum Tacendorum (Cadena de libros dignos de ser silenciados), 1885; las tres publicadas en ediciones privadas. También escribió novela erótica bajo los seudónimos de “Fraxinus” (ceniza) y “Apis” (abeja). Se le atribuye el libro My Secret Life (Mi vida secreta) publicado bajo el seudónimo de “Walter”.